# Real Colegio Complutense
El Real Colegio Complutense en la Universidad de Harvard (Cambridge, Massachusetts), conocido como RCC, es una institución sin ánimo de lucro creada por la Universidad Complutense de Madrid y la Universidad de Harvard con el objetivo de promover el intercambio académico intelectual y científico entre la Universidad de Harvard y el mundo académico en España.

## Historia
El real Colegio Complutense fue fundado en noviembre de 1990 por el Decano de la Universidad Complutense y el entonces presidente de Harvard, Derek Curtis y sigue la tradición del Real Colegio de España en Bolonia, fundado en 1364 con el objetivo de acoger a los estudiantes de visita en la Universidad de Bolonia.
En 1993 Juan Carlos I, Rey de España, inauguró su actual sede localizada en el número 26 de la calle Trowbridge en Cambridge (Massachusetts)

## Misión
La Misión del Real Colegio Complutense en Harvard es fomentar y promover el intercambio académico intelectual y científico entre la Universidad Complutense de Madrid, la Universidad de Harvard y otras universidades e instituciones españolas tanto públicas como privadas a través de becas de investigación, becas de estudio y actividades. Con el objetivo de extender las posibilidades que ofrece el RCC a otras universidades, la Universidad Complutense de Madrid ha firmado contratos de colaboración con diversas universidades españolas con el propósito de que profesores y doctores de estas universidades puedan beneficiarse de los programas del RCC.
Algunas de las actividades del RCC son: Proveer apoyo a los profesores, doctores e investigadores que acuden a Harvard, administración de becas para la Universidad de Harvard, Organización de cursos de verano, organización de conferencias, seminarios y actos culturales.

## Gobierno
El RCC tiene un director nombrado por el Rector de la UCM con la confirmidad del Presidente de la Universidad de Harvard. En la actualidad ostenta el cargo de Director el Profesor José Manuel Martínez Sierra
Las actividades y programas del RCC son aprobados por el Consejo Académico. Este consejo académico está codirigido por Carlos Andradas Rector de la Universidad Complutense de Madrid, y Lawrence Bacow, presidente de la Universidad de Harvard junto a cinco miembros de la Universidad de Harvard y cinco por la UCM.
El RCC está constituido como instituto universitario multidisciplinar constituido al amparo de los artículos 10 de Ley de Reforma Universitaria de 1983 y 27 de los Estatutos de la Universidad Complutense de 1985. La gestión y financiación del RCC, por parte de la Universidad Complutense, se canaliza por sus Vicerrectorados de Investigación y de Relaciones Internacionales
El RCC está dotado de una personalidad jurídica propia otorgada por el estado de Massachusetts (USA).

## Miembros
En 2009, La Universidad de Harvard y la Universidad Complutense de Madrid renovaron el convenio original de asociación. El RCC ha incorporado 4 nuevas universidades asociadas: Universidad de Valencia, Universidad Politécnica de Madrid, Universidad de Alcalá, la Universidad de Sevilla y la Universidad de Oviedo.

## Colaboraciones
El RCC ha firmado numerosos acuerdos de colaboración con instituciones españolas e internacionales con el objetivo de promover becas de estudio, de investigación y la organización de seminarios y conferencias. Algunas de las instituciones con las que se han firmado este tipo de acuerdos son: Universidad Autónoma de Madrid, Fundación Rafael del Pino, Instituto de Empresa, ISDI (Instituto Superior para el Desarrollo de Internet), IECO (Institute for Ethics in Communications and Organizations), el Centro de Investigaciones Sociológicas, Cepsa y Garrigues a través de sus correspondientes cátedras patrocinadas